# Serguéi Nazin
Serguéi Anatólievich Nazin –en ruso, Сергей Анатольевич Назин– (Buzuluk, 16 de julio de 1987) es un deportista ruso que compite en saltos de plataforma. Ganó una medalla de plata en el Campeonato Mundial de Natación de 2019, en la prueba de equipo mixto.

## Palmarés internacional
| Campeonato Mundial | Campeonato Mundial      | Campeonato Mundial | Campeonato Mundial |
| Año                | Lugar                   | Medalla            | Prueba             |
| ------------------ | ----------------------- | ------------------ | ------------------ |
| 2019               | Gwangju (Corea del Sur) | Medalla de plata   | Equipo mixto       |